# Герб Бахрейну
Герб Бахрейну (араб. شعار البحرين‎), був розроблений в 1930-х роках британським радником Короля Бахрейну (тоді еміра) сером Чарльзом Белгрейвом. Герб містить той же самий малюнок, що національний прапор, тільки на гербі він розташований на щиті в центрі, червоний та білий витончений покрив оточує щит. П'ять білих «зазублин» являють собою п'ять стовпів Ісламу. 2022 року до королівського герба була додана корона.